# Julius Pohl
Julius Heinrich Pohl (* 1. November 1861 in Prag, Kaisertum Österreich; † 27. September 1942 in Hamburg) war ein deutsch-österreichischer Pharmakologe und Biochemiker. Er lehrte von 1897 bis 1911 als Professor für Arzneimittellehre an der Deutschen Universität Prag und anschließend bis 1928 als Professor für Pharmakologie an der Universität Breslau.

## Leben
Julius Pohl wurde 1861 in Prag geboren und absolvierte in seiner Heimatstadt auch das Gymnasium sowie von 1879 bis 1883 ein Studium der Medizin an der Deutschen Universität Prag. Er promovierte im November 1884 und wurde anschließend am Pharmakologischen Institut der Universität Assistent bei Franz Hofmeister. Im März 1892 erlangte er die Habilitation für das Fach Experimentelle Pharmakologie, drei Jahre später folgte die Ernennung zum außerordentlichen Professor.
Nach dem Wechsel von Hofmeister an die Universität Straßburg wurde Julius Pohl im Januar 1897 zu dessen Nachfolger als ordentlicher Professor für Arzneimittellehre berufen. Zum Wintersemester 1911 wechselte er an die Universität Breslau, an der er in Nachfolge von Wilhelm Filehne die Professur für Pharmakologie übernahm und bis zu seiner Emeritierung im Jahr 1928 tätig war. Im gleichen Jahr zog Pohl nach Wandsbek bei Hamburg und leitete in der dortigen Zigarettenfabrik Haus Neuerburg noch bis ins hohe Alter ein eigenes Labor für Takakforschung. Nach den Nürnberger Gesetzen wurde er trotz seines katholischen Bekenntnisses als Jude eingestuft und 1939 zwangsweise in den Jüdischen Religionsverband eingegliedert. Im Juli 1942 kam er in ein jüdisches Pflegeheim in Hamburg-Eimsbüttel, wo er wenige Monate später kurz vor der geplanten Deportation nach Theresienstadt verstarb.

## Wissenschaftliches Wirken
Julius Pohl veröffentlichte rund 50 wissenschaftliche Publikationen und beschäftigte sich unter anderem mit dem Abbau und der Ausscheidung von Methanol, Ethanol und Arzneistoffen, wodurch er als Mitbegründer der Pharmakokinetik gilt. In weiteren Studien, deren Ergebnisse wichtig waren für die später von Hans Horst Meyer und Ernest Overton postulierte Lipidtheorie der Narkose, widmete er sich der Verteilung und dem Stoffwechsel des Chloroforms. Außerdem erforschte er den Purinstoffwechsel sowie den Proteinhaushalt des Organismus, dabei insbesondere katabole Reaktionen bei Erkrankungen, sowie die Entgiftung von Mineralsäuren und organischen Säuren.

## Ehrungen

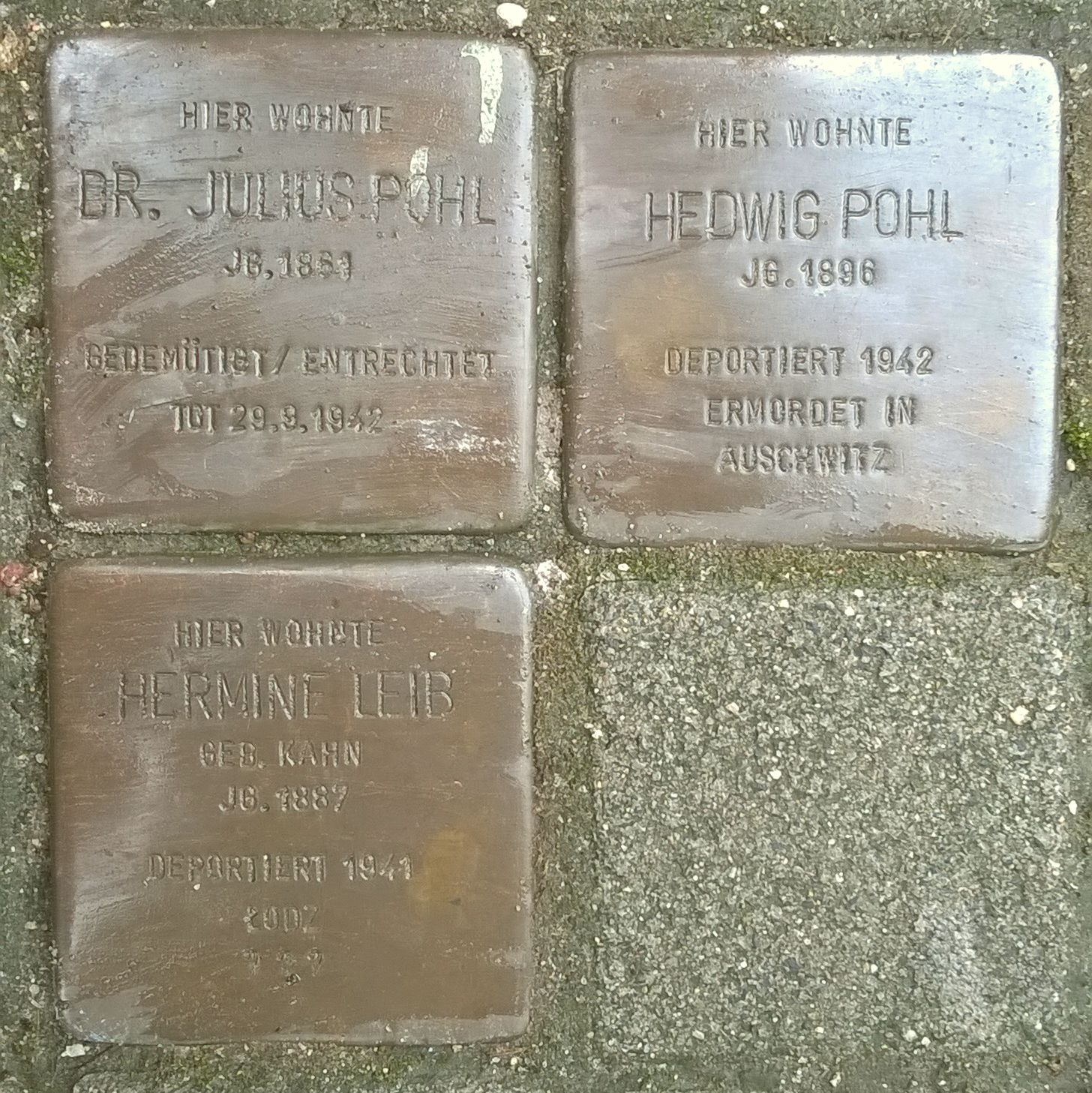
Stolpersteine für Hedwig und Julius Pohl sowie Hermine Leib, Claudiusstieg 6 in Hamburg-Marienthal

Julius Pohl wurde 1918 zum Geheimen Medizinalrat ernannt und gehörte ab 1926 der Deutschen Akademie der Naturforscher Leopoldina an. Darüber hinaus war er Mitglied der Deutschen Gesellschaft der Wissenschaft und Künste in Prag.
An seinem früheren Wohnort im Hamburger Stadtteil Marienthal erinnern drei Stolpersteine an Julius Pohl, an seine in Auschwitz ermordete Tochter Hedwig Pohl sowie an seine Haushälterin Hermine Leib, die bereits 1941 nach Lodz deportiert wurde und deren genauen Todesumstände ungeklärt sind. Sie wurde rückwirkend auf den 8. Mai 1945 für tot erklärt.

## Werke (Auswahl)
- Toxikologie: Ein Lehrbuch für Ärzte, Medizinalbeamte und Medizinstudierende. Berlin und Wien 1929 (als Mitautor)
- Das Arbeiten mit Körpereiweiß. In: Emil Abderhalden: Handbuch der biologischen Arbeitsmethoden. Berlin und Wien 1922, S. 585–595